# Sanna Nielsen
Sanna Nielsen (Edenryd, 27. studenoga 1984.) je švedska pop-pjevačica. Godine 2014. je na Pjesmi Eurovizije bila predstavnica Švedske izvodeći pjesmu "Undo". Sa svojom pjesmom osvojila je treće mjesto iza Austrije i Nizozemske. Njen album 7 popeo se na prvo mjesto švedske ljestvice albuma 2014. godine.

## Diskografija (izbor)
- 1996. – Silvertoner (Srebrni zvuci)
- 1997. – Min önskejul (Moj željeni Božić)
- 2006. – Nära mej, nära dej (Blizu mene, blizu tebe)
- 2007. – Sanna 11-22 (Sanna 11-22)
- 2008. – Stronger (Jače)
- 2011. – I'm In Love (Zaljubljena sam)
- 2012. – Vinternatten (Zimska noć)
- 2013. - Min jul (Moj Božić)
- 2014. - 16 bästa (16 najboljih)
- 2014. - 7

## Vanjske poveznice

### Sestrinski projekti
|  | Zajednički poslužitelj ima još gradiva o temi Sanna Nielsen |

### Mrežna sjedišta
- [neaktivna poveznica] (šved.) (engl.)
- Discogs.com – Sanna Nielsen (diskografija)